# Varghonans klan
Varghonans klan (El clan de la loba) är en bok av Maite Carranza från 2005 som är första delen i serien Häxornas krig

## Handling
Varghonans klan är en bok om 14-åriga Anaíd, som är alldeles för kort, och mycket intelligent för sin ålder.
Hon vaknar en morgon och upptäcker att hannes mamma, Selene, är försvunnen.
Strax efter det börjar konstiga saker hända: Hon börjar växa så att det knakar, och hennes kläder blir allt trängre. Plötsligt förstår hon också djurens språk och det går upp för henne;
Hon har magiska krafter.
Hon berättar för sin mormors syster, Criselda, som skickats för att vakta henne, om det.
Criselda berättar då en sak som förändrar allt: Hennes mamma är en häxa.
Anaíd bestämmer sig för att leta reda på hennes mamma.
Ett beslut som för henne till Sicilien, rakt in i kampen mellan gott och ont.